# Насирнагар
Насирнагар (бенг. নাসিরনগর, англ. Nasirnagar) — город на востоке Бангладеш, административный центр одноимённого подокруга. Площадь города равна 18,22 км². По данным переписи 2001 года, в городе проживало 10 731 человек, из которых мужчины составляли 50,97 %, женщины — соответственно 49,03 %. Плотность населения равнялась 589 чел. на 1 км². Уровень грамотности населения составлял 29,8 % (при среднем по Бангладеш показателе 43,1 %). 